# Overheide
Overheide is een gehucht van de tot de Antwerpse gemeente Puurs-Sint-Amands behorende plaats Puurs.
Het betreft een groot landbouwgehucht dat tussen Puurs en Oppuurs in gelegen is. De naamgeving betekent dat het aan de overkant van de Puurse Heide ligt. Het grenst aan de voormalige Liezeleheide en Achterheide.
In Overheide vindt men de Kapel van Overheide.